# Ключников, Игорь Александрович
Игорь Александрович Ключников (родился 7 января 1983 в Москве) — российский регбист, выступал на позиции фуллбэка и вингера в команде «ВВА-Подмосковье» и сборной России; в данный момент — тренер.

## Карьера

### Клубная
В течение всей своей карьеры выступает за команду «ВВА-Подмосковье» из Монино с юных лет. за основной состав мастеров выступал с 2003 года по 2016 бессменным фулбэком. Мастер спорта международного класса. Стал с командой ВВА семикратным чемпионом страны. В 2016 году завершил карьеру из-за серьезной травмы плеча.

### В сборной
Дебютировал за сборную 9 марта 2003 в матче против Грузии. Провёл 69 игр, набрал 96 очков (6 попыток, 12 реализаций и 14 пенальти). 50-ю, юбилейную игру, провёл 15 сентября 2011 на чемпионате мира в Новой Зеландии против США. Сыграл на чемпионате мира также матч против Италии: в той встрече получил повреждение (ушиб грудины) и пропустил остаток турнира.
В составе сборной России по регби-7 выиграл чемпионат Европы 2009 года, а также завоевал чашу на домашнем чемпионате мира 2013 года. Отличился на мировом первенстве в утешительном полуфинале против сборной Уругвая.